# Зальцбург (судно)
«Зальцбург» («Salzburg») — сухогруз, построенный в 1922 году в Голландии, на верфи De Groot & Van Vliet (Роттердам) под наименованием «Замок Лувестейн» (Slot Loevestein) для голландской компании N. V. Algemeene Stoomvaart Maatschappij для перевозки бананов и пассажиров на линии Роттердам — Парамарибо.
С 1924 года, после банкротства компании Algemeene Stoomvaart Maatschappij, эксплуатировался голландской компанией Wambersie & Zn. (Роттердам). С 1924 по 1939 год эксплуатировался голландской компанией Middellandsche Zeevaart Co. (Роттердам) под наименованием Jonge Anthony. С 1939 по 1942 год эксплуатировался немецкой компанией Schuldt H. — Flensburger Dampfer Compagnie — Ozean Dampfer A.G. (Фленсбург) под наименованием «Зальцбург» (Salzburg, в некоторых источниках Salsburg).
В октябре 1942 года «Зальцбург» был торпедирован, предположительно, советской подводной лодкой М-118, в результате чего погибло более 2 000 человек.

## Потопление «Зальцбурга»
С началом Второй мировой войны корабль использовался в качестве военного транспорта. В апреле 1942 года «Зальцбург» через Босфор перешёл в Чёрное море.
22 сентября 1942 года подводная лодка М-118 (командир — капитан-лейтенант Савин Сергей Степанович) направилась на позицию № 42 (район мыса Бурнас) из Поти с заданием препятствовать вражескому судоходству и топить вражеские корабли.
1 октября 1942 года транспорт «Зальцбург» находился в составе конвоя «Южный», вышедшего из Очакова в румынский порт Сулина. В конвой входил также болгарский пароход «Царь Фердинанд» (который через два года, 2 октября 1944 года, был потоплен французской подводной лодкой FS Curie). После прохождения конвоем траверза Одессы его взяли под охрану румынские канонерские лодки «Локотенент-командор Стихи Эуген» (Locotenent-Comandor Stihi Eugen) и «Сублокотенент Гикулеску Ион» (Sublocotenent Ghiculescu Ion) и тральщик «MR-7». Воздушное наблюдение за обстановкой вёл гидросамолёт Arado Ar 196 (в некоторых источниках упоминается Cant-501z) румынских ВВС.
«Зальцбург» шёл с грузом 810 тонн металлолома (по другим источникам — вёз уголь). Кроме того, на его борту находилось от 2 000 до 2 300 человек советских военнопленных и хиви.
Из-за опасности быть атакованными со стороны советских подводных лодок, постоянно находившихся на дежурстве в этом районе, конвой шёл вблизи берега, а корабли охранения прикрывали его мористее.
В 13:57 в точке с координатами 45°54′ с. ш. 30°19′ в. д. у правого борта шедшего вторым «Зальцбурга» раздался взрыв, и выше надстройки и мачт взметнулся столб воды.
Корабли прикрытия начали поиск лодки в сторону моря от конвоя, но безуспешно. В это время капитан «Зальцбурга» получил команду выбросить судно на мель. Однако уже через 13 минут после взрыва корабль сел корпусом на грунт. Над водой остались только мачты и труба.
«Локотенент-командор Стихи Эуген» продолжил сопровождать болгарский транспорт, а «Сублокотенент Гикулеску Ион» и тральщик приблизились к терпящему бедствие «Зальцбургу».
В это время М-118, которая во время атаки находилась между берегом и конвоем, начала движение, и взбаламученный винтами илистый след заметили пилоты патрульного самолёта. Когда в штаб поступил сигнал об обнаружении подводной лодки, тральщик получил приказ догнать конвой и охранять его от возможной новой атаки, а «Сублокотенент Гикулеску Ион» направился к месту обнаружения лодки. С воздуха за лодкой охотился немецкий гидросамолёт BV-138 из состава 3-й эскадрильи 125-й разведывательной авиагруппы. После сброса серии глубинных бомб с румынской канонерки доложили о появившихся на воде масляных пятнах и всплывших деревянных обломках.
В 15:45 командир конвоя с канонерской лодки «Локотенент— командор Стихи Эуген» послал очередную радиограмму в штаб, в которой сообщил о том, что «Зальцбург» затонул на мелководье, над водой остались лишь мачты и надстройки, а плохая погода, сильный ветер и волнение на море, а также недостаток спасательных средств сильно затрудняют проведение спасательных работ. Только после этого сообщения в 16:45 немецкие катерные тральщики «FR-1», «FR-3», «FR-9» и «FR-10» были направлены из Бугаза к месту гибели судна, а в 17:32 они сообщили, что «...70 русских висят на мачтах».
Румынское командование военно-морских сил района обратилось к помощи местных рыбаков, которые были подняты по тревоге и посланы в море. Рыбаками было спасено из воды 42 военнопленных.
В 20:00 в порт Сулина вошли болгарский пароход «Царь Фердинанд» и корабли охранения, доставившие часть спасенных, в числе которых было 13 членов экипажа «Зальцбурга», 5 немецких артиллеристов из расчёта зенитной установки погибшего судна, 16 охранников и 133 военнопленных.
Катерными тральщиками «FR-1», «FR-3», «FR-9» и «FR-10» были спасены ещё 75 военнопленных.
Всего же на транспорте «Зальцбург» погибло 6 немцев и 2 080 советских военнопленных.

## Гибель лодки М-118
Тот факт, что «Зальцбург» был атакован именно М-118, является предположением, так как после прибытия на место патрулирования (а это должно было произойти утром 25 сентября 1942 года) подводная лодка не подтвердила своё положение по радио, в эфир больше не выходила, а на базу не вернулась.
Официальная версия гибели советской подводной лодки М-118 звучит так — спустя два с половиной часа после атаки у маяка Будаки подводная лодка была обнаружена обеспечивавшим противолодочное охранение конвоя немецким гидросамолётом BV-138 из состава 3-й эскадрильи 125-й разведывательной авиагруппы. Самолёт сбросил на лодку несколько глубинных бомб, а также навёл на неё румынские канонерские лодки из состава охранения конвоя. Эти корабли тоже атаковали лодку глубинными бомбами, что и привело к её гибели.